# Myosotis maritima
Myosotis maritima (лат.) — однолетнее или двулетнее травянистое растение, вид рода Незабудка (Myosotis) семейства Бурачниковые (Boraginaceae). Эндемик Азорских островов, где встречается на всех островах архипелага в основном на высотах не выше 200 м над уровнем моря.

## Описание
Однолетнее или двулетнее сильно разветвлённое травянистое растение с густо опушёнными восходящими стеблями, достигающее высоты 20-(50) см. Часто образует низкие и раскидистые заросли.
Листья простые, по форме ланцетные или яйцевидные, очерёдные, мясистые и густо опушённые с тёмно-зелёным оттенком. У основания растения листва часто образует розетку.
Цветки диаметром 5–10 мм, собраны в свободные соцветия. Цветок обычно имеет пять лепестков, цвет которых может варьироваться от бледно-голубого до тёмно-синего, часто с жёлтым или белым центром. Цветёт в конце весны — начале лета. Плоды — небольшие сухие орешки, содержащие крошечные семена, которые могут распространяться ветром или водой, что способствует способности растения колонизировать подходящие места обитания.

## Ареал и местообитание
Эндемик Азорских островов. Встречается на всех островах архипелага. Произрастает в оврагах и на сухих морских скалах, как правило, на высоте до 50 м над уровнем моря, а в редких случаях может простираться вдоль прибрежных скал до 150 м над уровнем моря. Популяции редкие, иногда разбросаны на десятки или сотни метров. Предпочитает влажные и нарушенные места вдоль прибрежных регионов, часто встречается на песчаных почвах, галечных пляжах и болотистых местностях. Вид процветает в условиях, которые несколько засолены (галофит), и часто ассоциируется с дюнами и солончаками. Растение адаптировано к определенному уровню соляного тумана и может расти в районах, которые время от времени подвергаются наводнениям.